# Mini cheratotomia radiale asimmetrica
La Mini Cheratotomia Radiale Asimmetrica - in inglese: Mini Asymmetric Radial Keratotomy, abbreviata come MARK, nota anche come Mini ARK, è un intervento microchirurgico per il trattamento del cheratocono e dei difetti visivi associati alla patologia, ovvero astigmatismo e miopia. La tecnica è stata ideata dal medico italiano Marco Abbondanza nel 1993.

## Intervento
La Mini Cheratotomia Radiale Asimmetrica consiste in una serie di microincisioni effettuate con bisturi diamantato, di lunghezza variabile da 1,750 fino a 2,250 millimetri, studiate per creare un processo di cicatrizzazione controllata della cornea, grazie alla quale il chirurgo è in grado di modificarne lo spessore e la curvatura. 
La MARK viene eseguita solamente nell'area colpita dal cheratocono, come conseguenza sia l'appiattimento corneale, sia il rinforzo strutturale conseguente, si presentano unicamente nella zona deformata. In questo modo è possibile rinforzare la struttura corneale, stabilizzando il cheratocono di 1º e 2º stadio ed eliminando astigmatismo e miopia causati dalla patologia, nonostante non siano molti gli studi con osservazioni a lungo termine. L'intervento è mirato a migliorare la capacità visiva e ad evitare o, nei casi più gravi, a rimandare la necessità di un trapianto di cornea in caso di cheratocono.

## Utilizzo combinato con altre tecniche
La MARK può essere combinata con il Cross-linking, trattamento parachirurgico per cheratocono, sullo stesso occhio colpito dalla malattia, al fine di rinforzare ulteriormente la cornea. I risultati di tale procedura combinata sono stabili nel tempo.